# 自然玩具
自然玩具（しぜんがんぐ）とは、玩具の系統の一つ。遥か昔、玩具が商品化される以前は、人々はそれぞれの季節に自然から採取できる植物や動物を原料に玩具を手作りで作っていた。玩具の中でも最も原始的なものであり、古くから連綿と伝えられてきた。

## 製作過程
大人が作って子供に授与するか、或いは子供達が自ら手作りで製作する。原料は自然から採取するため、季節ごとの制約を受けることが多い。

## 書物における言及
『枕草子』、『新撰六帖』、『夫木和歌抄』、『骨董集』、『風俗画報』、『守貞漫稿』などの文献で、自然から採取して作った玩具で子供達が遊んでいたことが言及されている。1830年（天保元年）に刊行された『嬉遊笑覧』は、筆者の喜多村信節が見聞した多彩な自然玩具を紹介し、それらが商品化されてゆく経緯を説明している。

## 季節ごとにおける自然玩具

### 春
- 椿の花つなぎ
- タンポポの風車
- 董の指輪

### 夏
- トウモロコシの皮の人形
- 蕗の皮の髪型結い
- 茄子の虫篭
- 西瓜の提灯（皮は舟を作るのに応用した）
- 草矢
- 草笛（材質には麦、菖蒲、葦などを使用）

### 秋
- 団栗の独楽
- 桐の実細工
- 紅葉繋ぎ

### 冬
- 猫柳の花の鼠
- 葱の葉の風船
- 裏白のはね虫
- 氷柱の曲玉